# Паја Поповић
Паја Поповић (Иванда, 1852 – Нови Сад, 5. мај 1876) био је српски учитељ и глумац.

## Биографија
Паја је рођен у Иванди 1852. године, као најмлађе дете свештеника Луке Поповића из Врањева. Завршио је препарандију и радио као учитељ у Делиграду. Глумачку каријеру започео је 1872. године, када се прикључио трупи свог брата, Лазе Поповића. Од 1. септембра 1874. до 12. новембра 1875. био је члан трупе Ђорђа Пелеша, а од октобра 1875. до своје смрти, био је део Српског народног позоришта у Новом Саду.
Паја Поповић је припадао значајној српској глумачкој династији Поповић, чији је родоначелник био свештеник Лука Поповић из Врањева. Глумачка породица Поповић оставила је дубок траг на српској позоришној сцени. Паја Поповић преминуо је младе 1876. године и сахрањен је на Алмашком гробљу у Новом Саду. Његов надгробни споменик један је од тридесет надгробних споменика са гробним местима истакнутих политичких, културних и јавних радника који су заштићени као споменици културе у Србији.
Значајније улоге у којима се Паја истакао су Гроф Парис (Ромео и Јулија), Златаревић (Воденичарева ћерка), Жермон (Стари каплар), Рожер (Црни доктор) и друге. 